# Army of the Ohio
Het Army of the Ohio was een leger van de Noordelijke Staten die aan het westelijk front werd ingezet tijdens de Amerikaanse Burgeroorlog. Tijdens dit conflict hebben twee legers die naam gedragen. Het eerste werd omgedoopt naar het Army of the Cumberland. Het tweede werd opgericht in 1863.

## Geschiedenis

### Het eerste Army of the Ohio
Met General Orders No. 97 werd generaal-majoor Don Carlos Buell benoemd tot bevelhebber van het Departement of the Ohio. De eenheden in dit departement werden georganiseerd als het Army of the Ohio met Buell als bevelhebber. Begin 1862 vocht een deel van het leger in de Slag bij Mill Springs. Enkel de centrale vleugel onder leiding van brigadegeneraal George H. Thomas nam deel aan de slag. Daarna werd het volledige leger naar Ulysses S. Grant gestuurd om deel te nemen aan de Slag bij Shiloh.
In augustus 1862 werd Buell, als bevelhebber van het Departement of the Ohio, vervangen door brigadegeneraal Horatio G. Wright. Generaal-majoor Henry W. Halleck gaf echter het bevel aan Thomas. Thomas was echter tevreden met de tweede plaats en vroeg aan Buell om aan te blijven als bevelhebber.
In de Slag bij Perryville, op 8 oktober 1862, vocht het leger een grote slag uit met de Zuidelijke strijdkrachten onder leiding van Braxton Bragg die Kentucky was binnengevallen. Er vielen aan beide zijden veel slachtoffers. Hoewel de Noordelijke verliezen hoger waren, trok Bragg zich toch terug. De slag was een tactische overwinning voor de Noordelijken. Buell werd uiteindelijk vervangen door generaal-majoor William S. Rosecrans. Rosecrans was eveneens bevelhebber van het Departement of the Cumberland. Het leger werd samengevoegd met de eenheden van dit departement en werd omgedoopt in het Army of the Cumberland. 

### Het tweede Army of the Ohio

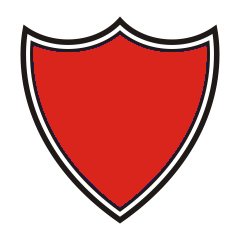
Badge van het XXIII Corps.

Op 25 maart 1863 werd generaal-majoor Ambrose Burnside aangesteld tot bevelhebber van het Departement of the Ohio. Hij bracht alle aanwezige eenheden samen in het XXIII Corps. Deze kreeg opnieuw de naam Army of the Ohio met Burnside als bevelhebber. Het eerste grote wapenfeit van het tweede Army of the Ohio was het afslaan van Morgans Raid, hoewel het leger nooit als één geheel werd ingezet tijdens deze veldtocht. Daarna werd het leger naar Knoxville, Tennessee verplaatst. Het IX Corps en een cavaleriedivisie werd toegevoegd. Tijdens de Knoxvilleveldtocht versloeg Burnside met zijn versterkt leger de Zuidelijken in de Slag om Fort Sanders. Na de slag stuurde hij een verzoek om te worden ontgeven uit zijn functie door ziekte. Op 9 december 1863 verving generaal-majoor John G. Foster Burnside als bevelhebber van het leger en het Departement of the Ohio.
Foster zou maar voor korte tijd bevelhebber blijven. Op 9 februari 1864 nam generaal-majoor John M. Schofield het bevel over van het departement. In april kreeg hij ook de controle over het leger. Schofield voerde het leger aan tijdens de Atlantaveldtocht en de Franklin-Nashvilleveldtocht. In de Tweede slag bij Franklin kon Schofield de Zuidelijke luitenant-generaal John Bell Hood een nederlaag toebrengen voor hij aansluiting vond bij het Army of the Cumberland onder leiding van generaal-majoor George H. Thomas. Samen zouden ze strijden in de Slag bij Nashville eind 1864. Op 9 februari 1865 werd Schofield overgeplaatst naar het Departement of North Carolina. Generaal-majoor Jacob D. Cox was zijn voorlopige vervanger.
Het leger werd naar North Carolina gestuurd. Enkel de divisie van Cox nam deel aan de Slag bij Wilmington. Pas in maart 1865 volgde de rest van het leger. Het XXIII Corps werd samengevoegd met het X Corps onder leiding van generaal-majoor Alfred Terry. Het leger werd toegevoegd als de centrale vleugel bij het leger van William Tecumseh Sherman en nam deel aan de laatste fase van de Carolina’s-veldtocht. Op 31 maart 1865 werd het leger ontbonden en de soldaten naar huis gestuurd.

## Belangrijkste bevelhebbers
| Commandant        | Commando vanaf    | Tot               | Belangrijke veldslagen tijdens het Commando  |
| ----------------- | ----------------- | ----------------- | -------------------------------------------- |
| Don Carlos Buell  | 15 november 1861  | 24 oktober 1862   | Slag bij Shiloh, Slag bij Perryville         |
| Ambrose Burnside  | 25 maart 1863     | 9 december 1863   | Morgans Raid, Knoxvilleveldtocht             |
| John G. Foster    | 9 december 1863   | 9 februari 1864   |                                              |
| John M. Schofield | 9 februari 1864   | 14 september 1864 | Atlantaveldtocht                             |
| Jacob D. Cox      | 14 september 1864 | 22 oktober 1864   |                                              |
| John M. Schofield | 22 oktober 1864   | 2 februari 1865   | Tweede slag bij Franklin, Slag bij Nashville |
| Jacob D. Cox      | 2 februari 1865   | 9 februari 1865   |                                              |
| John M. Schofield | 9 februari 1865   | 31 maart 1865     |                                              |